# 수시 수산티
루시아 프란시스카 "수시" 수산티 하디토노(인도네시아어: Lucia Francisca "Susi" Susanti Haditono, 중국어: 王蓮香, 병음: Wáng Liánxiāng 왕롄샹[*], 하카어 백화자: Ong Lien Hiang (옹롄향), 한자음: 왕련향, 1971년 2월 11일 ~ )는 인도네시아의 은퇴한 배드민턴 선수이다. 바르셀로나에서 열린 1992년 하계 올림픽에서 인도네시아 역사상 최초의 올림픽 금메달을 안겨주었다. 선수 시절에 비교적 작은 키에 빠르고 우아한 움직임과 우아한 샷 메이킹 기술을 선보이면서 많은 사람들에게 최고의 배드민턴 여자 단식 선수로 평가받고 있다.

## 선수 경력
서자와주 타시크말라야의 중국계 가정에서 태어난 수산티는 1987년에 인도네시아 자카르타에서 열린 비만타라 세계 주니어 배드민턴 선수권 대회에서 여자 단식, 여자 복식, 혼합 복식에서 우승을 차지하면서 인도네시아의 배드민턴계에서 주목을 받기 시작했다. 중화인민공화국 베이징에서 열린 1990년 아시안 게임에서는 배드민턴 여자 복식 은메달, 여자 단식 동메달을 차지했고 일본 히로시마에서 열린 1994년 아시안 게임에서도 배드민턴 여자 복식 은메달, 여자 단식 동메달을 차지했다. 그 외에 동남아시아 경기 대회에서 3번의 여자 단식 금메달과 1번의 여자 단식 은메달, 5번의 여자 복식 금메달을 차지했다.
수산티는 배드민턴 월드컵 여자 단식 5회 우승(1989년, 1993년, 1994년, 1996년, 1997년), 전영 오픈 여자 단식 4회 우승(1990년, 1991년, 1993년, 1994년), 세계 배드민턴 그랑프리 결선 여자 단식 6회 우승(1990년, 1991년, 1992년, 1993년, 1994년, 1996년)을 차지하면서 1990년대 전반기에 배드민턴 여자 단식 1위를 차지하는 영예를 차지했다. 그의 현역 시절 주요 라이벌로는 중화인민공화국의 탕주훙, 황화, 예자오잉, 대한민국의 방수현이 있었다. 또한 1989년 수디르만 컵에서 인도네시아의 혼합 복식 우승에 기여했고 우버 컵에서 인도네시아의 여자 복식 2회 우승(1994년, 1996년)에 기여했다.
수산티는 영국 버밍엄에서 열린 1993년 세계 배드민턴 선수권 대회에서는 대한민국의 방수현을 누르고 여자 단식 우승을 차지했다. 덴마크 코펜하겐에서 열린 1991년 세계 배드민턴 선수권 대회에서는 중국의 탕주훙에게 패배하여 공동 3위를 차지했고 스위스 로잔에서 열린 1995년 세계 배드민턴 선수권 대회에서는 중국의 예자오잉에 패배하면서 공동 3위를 차지했다.
수산티는 스페인 바르셀로나에서 열린 1992년 하계 올림픽 배드민턴 여자 단식에서 대한민국의 방수현을 누르고 인도네시아 역사상 첫 올림픽 금메달을 획득했으며 미국 애틀랜타에서 열린 1996년 하계 올림픽 배드민턴 여자 단식에서 대한민국의 김지현을 누르고 동메달을 획득했다. 1997년 2월에는 1992년 바르셀로나 하계 올림픽 배드민턴 남자 단식에서 금메달을 획득한 인도네시아의 배드민턴 선수인 알란 부디쿠수마와 결혼했다.
수산티는 2004년 5월에 국제 배드민턴 연맹(BWF) 명예의 전당에 헌액되었으며 인도네시아 자카르타·팔렘방에서 열린 2018년 아시안 게임 개막식에서 성화 점화자로 나섰다. 2019년 10월 24일에는 인도네시아에서 그의 일대기를 주제로 한 영화 《수시 수산티: 모두의 사랑》(Susi Susanti: Love All)이 개봉되었다.

## 경기 스타일
수산티는 상대방의 체력을 떨어뜨리고 오류를 자초하기 위해 오랜 결집을 부추기는 것을 좋아하는 매우 강한 수비형 선수였다. 수산티의 경기 스타일은 방수현, 탕주홍, 황화, 예자오잉 등 당대 최고의 여자 배드민턴 선수들이 보다 공격적인 스타일을 구사했던 것과는 대조적이었다.
수산티의 상위권 상대들과의 경기는 특히 선수가 서브를 잡아야만 점수를 얻을 수 있는 15점제 시대에 속도가 느리고 긴 것이 특징이었다. 수산티는 백라인까지 딥클리어에 의존하여 빠르게 진행되는 교환 기회를 제한하고 타이트 드롭 샷과 혼합하여 상대 선수가 코트 전체를 덮을 수밖에 없도록 만들었다. 수산티는 자신의 민첩성과 허리를 굽히는 유연성에 의존하여 종종 오버헤드 포핸드로 백핸드 쪽을 자주 가렸다. 상대적으로 키가 작았던 수산티는 종종 코너나 자신의 위치에서 낮은 샷을 날리기 위하여 다리를 매우 넓게 뻗었다. 훈련 과정에서 발전된 다리 스트레칭, 거의 발레에 가까운 동작은 때로는 다리 전체가 완전히 갈라지는 동작으로 끝나는 독특한 자세가 되었다. 수산티는 선수 생활 후반기에 자신의 레퍼토리에 더 많은 스매싱을 접목시켜서 소모전을 기대하던 상대 선수들을 제압했다.